# Врси
Врси (хорв. Vrsi) — населений пункт і громада в Задарській жупанії Хорватії.

## Населення
Населення громади за даними перепису 2011 року становило 2 053 осіб. Населення самого поселення становило 1 627 осіб.
Динаміка чисельності населення громади:
Динаміка чисельності населення центру громади:

## Населені пункти
Крім поселення Врси, до громади також входить Поліця.

## Клімат
Середня річна температура становить 14,91 °C, середня максимальна – 27,04 °C, а середня мінімальна – 3,36 °C. Середня річна кількість опадів – 912 мм.
| Клімат поселення                              | Клімат поселення | Клімат поселення | Клімат поселення | Клімат поселення | Клімат поселення | Клімат поселення | Клімат поселення | Клімат поселення | Клімат поселення | Клімат поселення | Клімат поселення | Клімат поселення | Клімат поселення |
| Показник                                      | Січ.             | Лют.             | Бер.             | Квіт.            | Трав.            | Черв.            | Лип.             | Серп.            | Вер.             | Жовт.            | Лист.            | Груд.            |                  |
| Середній максимум, °C                         | 10,57            | 10,64            | 13,14            | 16,37            | 21,01            | 24,97            | 27,04            | 26,89            | 22,75            | 18,93            | 14,12            | 11,29            |                  |
| Середня температура, °C                       | 6,97             | 7,04             | 9,54             | 12,77            | 17,41            | 21,37            | 24,18            | 24,03            | 19,88            | 16,06            | 11,25            | 8,43             |                  |
| Середній мінімум, °C                          | 3,36             | 3,43             | 5,94             | 9,17             | 13,81            | 17,76            | 21,31            | 21,15            | 17,01            | 13,19            | 8,38             | 5,56             |                  |
| Норма опадів, мм                              | 75               | 64               | 67               | 74               | 69               | 58               | 34               | 52               | 103              | 112              | 108              | 96               |                  |
| Середньомісячна швидкість вітру, м/с          | 2.86             | 2.99             | 3.16             | 3.00             | 2.61             | 2.43             | 2.46             | 2.36             | 2.55             | 2.69             | 3.26             | 3.13             |                  |
| Середньомісячна сонячна радіація, кДж/м²·день | 4886             | 7633             | 11277            | 16048            | 20449            | 22540            | 24220            | 21105            | 15465            | 9761             | 5313             | 4133             |                  |
| --------------------------------------------- | ---------------- | ---------------- | ---------------- | ---------------- | ---------------- | ---------------- | ---------------- | ---------------- | ---------------- | ---------------- | ---------------- | ---------------- | ---------------- |
| Джерело:                                      |                  |                  |                  |                  |                  |                  |                  |                  |                  |                  |                  |                  |                  |